# حامد شیربیگی
حامد شیربیگی (زاده ۱۶ دی ۱۳۶۶) خواننده و نوازنده ایرانی ساکن ملبورن استرالیا است.
او فعالیت حرفه ای خود را از سال ۱۳۸۵ آغاز کرد. او فراگیری آواز و همچنین نوازندگی را بصورت خود آموز از سنین نوجوانی آغاز کرد.حامد در اکثر اقشار جامعه طرفداران خود را دارد.

## تک‌آهنگ‌ها
| سال  | ترانه            | منبع   |
| ---- | ---------------- | ------ |
| ۱۳۹۸ | رویای شبم        | [ ۹ ]  |
| ۱۳۹۹ | عطر تو           | [ ۱۰ ] |
| ۱۳۹۹ | زیباترین         | [ ۱۱ ] |
| ۱۳۹۹ | فقط فکر نگاتم    | [ ۱۲ ] |
| ۱۳۹۹ | دیوونگی کردی     | [ ۱۳ ] |
| ۱۴۰۰ | مرا به باورت ببر | [ ۱۴ ] |
| ۱۴۰۰ | جدایی            | [ ۱۵ ] |
| ۱۴۰۱ | آزادی            | [ ۱۶ ] |